# Condado de Antrim (Míchigan)
El condado de Antrim (en inglés: Antrim County, Míchigan), fundado en 1857, es uno de los 83 condados del estado estadounidense de Míchigan. En el año 2000 tenía una población de 11.719 habitantes con una densidad poblacional de 39 personas por km². La sede del condado es Bellaire.

## Geografía
Según la Oficina del Censo, el condado tiene un área total de 4639 km² (1791,1 mi²), de la cual 1748 km² (674,9 mi²) es tierra y 3 km² (1,2 mi²) es agua.

## Condados adyacentes
- Condado de Charlevoix norte
- Condado de Otsego este
- Condado de Kalkaska sur
- Condado de Grand Traverse sudoeste
- Condado de Leelanau oeste

## Demografía
En el 2000 la renta per cápita promedia del condado era de $38,107, y el ingreso promedio para una familia era de $43.488. El ingreso per cápita para el condado era de $19,485. En 2000 los hombres tenían un ingreso per cápita de $32,248 frente a los $21,699 que percibían las mujeres. Alrededor del 9.00% de la población estaba bajo el umbral de pobreza nacional.

## Lugares

### Villas
- Bellaire
- Central Lake
- Elk Rapids
- Ellsworth
- Mancelona

### Lugares designados por el censo
- Alba
- Alden
- Eastport
- Lakes of the North

### Comunidades no incorporadas
- Antrim
- Atwood
- Clam River
- Kewadin
- Torch Lake

### Municipios
| - Municipio de Banks - Municipio de Central Lake - Municipio de Chestonia - Municipio de Custer | - Municipio de Echo - Municipio de Elk Rapids - Municipio de Forest Home - Municipio de Helena | - Municipio de Jordan - Municipio de Kearney - Municipio de Mancelona - Municipio de Milton | - Municipio de Star - Municipio de Torch Lake - Municipio de Warner |

### Principales carreteras
- US 31
- US 131
- M-32
- M-66
- M-88
- C-38
- C-42
- C-48
- C-65
- C-73